# 信達村
信達村（しんだちむら）は、大阪府南部、泉南郡に属していた村。現在の泉南市中西部、阪和線和泉砂川駅、阪和自動車道泉南インターチェンジ周辺にあたる。本項では前身である北信達村（きたしんだちむら）についても述べる。

## 地理
- 山 ： 愛宕山、四石山
- 池 ： 海営宮池、狐池、入野池、永寿上池、永寿下池
- 河川 ： 新家川、金熊寺川

## 歴史
南海道のルートが雄ノ山峠越えに切り替わった平安時代初頭に駅が置かれ、熊野参詣が盛んになる平安時代中期に駅から宿場へと発展し、「信達宿」と呼ばれた。九十九王子の厩戸王子・信達一之瀬王子も信達宿に近在する。また、信達宿の中心となる市場村は、白河上皇や鳥羽上皇の熊野御幸の際に止宿所としての御所が置かれたことから、古くは御所村と称した。
熊野街道（もと南海道）は、当地においては1701年（元禄14年）から紀州藩の参勤交代路となる紀州街道としても使用されるようになった。市場村の小川家、のちに角谷家には本陣が置かれ、紀州藩主は往路・復路とも必ず一泊する習わしとなっていた。また、岸和田藩は領内の民政に関して「七人庄屋」という制度を設けていたが、このうちの1人として1789年（寛政元年）まで市場村の小川家が任ぜられていた（以降は畠中村の要家に代わった）。

### 沿革
- 1884年（明治17年） - 日根郡中村が岡中村に改称[1]。
- 1889年（明治22年）4月1日 - 町村制の施行により、日根郡大苗代村、市場村、牧野村、岡中村が合併して北信達村が発足。大字市場に村役場を設置。
- 1896年（明治29年）4月1日 - 郡の統廃合により、所属郡が泉南郡に変更。
- 1928年（昭和3年）1月1日 - 北信達村が改称して信達村となる。
- 1941年（昭和16年）2月11日 - 泉南郡東信達村と合併して信達町が発足。同日信達村廃止。

## 交通

### 鉄道路線
- 南海鉄道（現・南海電気鉄道）
  - 山手線（現・西日本旅客鉄道阪和線）
    - 砂川園駅（現・和泉砂川駅）

### 道路
- 熊野街道 - 当地では紀州街道が重複する。
- 根来街道

現在は旧村域に阪和自動車道泉南インターチェンジが所在するが、当時は未開業。